# Dmitrij Medvjedev
Dmitrij Anatoljevič Medvjedev (Дми́трий Анато́льевич Медве́дев; Sankt Peterburg, 14. rujna 1965.), bivši je premijer Ruske Federacije. Dužnost je obnašao od 8. svibnja 2012. do 16. siječnja 2020.
Medvjedev je po zanimanju odvjetnik, a bavi se i poduzetništvom. Od 2000. godine je predsjednik upravnog odbora najveće ruske tvrtke, naftnog diva Gazproma.

## Politička karijera
Godine 1999. Medvjedev je bio u skupini ljudi koje je Vladimir Putin iz Sankt Peterburga doveo na rukovodeće položaje u ruskoj vladi. U prosincu iste godine izabran je za šefa kabineta ruskog predsjednika.
Za zamjenika predsjednika Vlade izabran je 14. studenog 2005. godine.

### Predsjednički izbori 2008.
Predsjednik Putin i stranka Ujedinjena Rusija su 10. prosinca 2007. podržali Medvjedeva kao kandidata za predsjednika na predstojećim predsjedničkim izborima u Rusiji. Njegovu kandidaturu su također podržavale i druge stranke.
Na izborima 2. ožujka 2008. godine Medvjedev je, prema preliminarnim rezultatima, uvjerljivo pobijedio (s više od 70% glasova), postavši treći predsjednik Rusije nakon sloma Sovjetskog Saveza.
Dužnost predsjednika je preuzeo 7. svibnja 2008. nakon polaganja svečane prisege. Bio je predsjednik do 7. svibnja 2012., a od tada obnaša dužnost ruskoga premijera. Šest godina kasnije,  7. svibnja 2018., godine Vladimir Putin ga je ponovno imenovao premijerom Ruske Federacije, što je kasnije potvrdio Donji dom parlamenta (Državna duma) s 374 glasa "za" i konačno odobrio aktualni predsjednik Ruske Federacije Vladimir Putin.

## Borba protiv korupcije
Dimitrij Medvjedev se zalagao za jaču borbu s korupcijom te je napomenuo da je borba protiv koupcije jedan od najvećih izazova u Rusiji. Upravo zato je predložio zakone kojima bi se otežalo otvaranje fiktivnih poduzeća u inozemstvu i odlijev novca iz Rusije.
Međutim, anti-korupcijski blogger i predsjednički kandidat Aleksej Navaljni koji je razotkrio i dokazao korupciju na najvišim razinama vlasti u Rusiji, sakupio je dokaze koji potvrđuju da je Dimitrij Medvjedev također uključen u korupciju. Neprofitna organizacija "Anti-korupcijska zaklada" (ФБК; FBK) koju je osnovao Aleksej Navalni, 2017. godine je provela opsežno istraživanje i objavila video "He is not Dimon to You" u kojem prikazuje tajna bogatstva Dimitrija Medvjedeva u Rusiji i inozemstvu koja se procjenjuju na 1,2 milijarde $ (~ 7,85 milijardi kuna). Video od 50 minuta je na YouTubeu sakupio preko 25 milijuna pregleda.

## Vanjske poveznice
- Službena stranica ruskog predsjednika
- Neslužbena stranica Dmitrija Medvjedeva
- Фан-клуб Дмитрия Медведева  Arhivirana inačica izvorne stranice od 4. studenoga 2017. (Wayback Machine)
- Profil Dmitrija Medvjedeva na stranici Gazproma